# Mount Wisting
Mount Wisting ist ein 2580 m hoher und felsiger Berggipfel in der antarktischen Ross Dependency. Im Königin-Maud-Gebirge ist er der nordwestlichste Gipfel des Massivs am Kopfende des Amundsen-Gletschers.
Der norwegische Polarforscher Roald Amundsen benannte im Zuge seiner Südpolexpedition (1910–1912) eine Reihe grob kartierter Gipfel in der Umgebung des hier beschriebenen Bergs. Namensgeber hier ist der Norweger Oscar Wisting (1871–1936), der gemeinsam mit Amundsen und drei weiteren Expeditionsteilnehmern am 14. Dezember 1912 als erste Menschen den geographischen Südpol erreichte. Der United States Geological Survey kartierte ihn anhand eigener Vermessungen und Luftaufnahmen der United States Navy aus den Jahren von 1960 bis 1964.